# Sebastián Prieto
Sebastián Prieto (ur. 19 maja 1975 w Buenos Aires) – argentyński tenisista, reprezentant w Pucharze Davisa.

## Kariera tenisowa
Prieto karierę zawodową rozpoczął w 1996 roku. Początkowo próbował sił w grze pojedynczej, zwyciężając w kilku turniejach z serii ATP Challenger Tour. Najwyżej sklasyfikowany w zestawieniu singlistów był w maju 1998 roku, kiedy to zajmował 137. miejsce.
W grze podwójnej wygrywał oprócz zawodów ATP Challenger Tour turnieje rangi ATP World Tour. Pierwsze zwycięstwo w tych rozgrywkach odniósł w sezonie 1998, podczas turnieju w Santiago. Partnerem deblowym Prieto był wówczas Mariano Hood. Łącznie wygrał 10 turniejów ATP World Tour oraz 16 razy grał w finałach. W lipcu 2006 roku zajmował w rankingu indywidualnym deblistów 22. pozycję.
W roku 2007 był w składzie zespołu Argentyny, która wygrała Drużynowy Puchar Świata. Wystąpił w meczu grupowym wspólnie z Agustínem Callerim przeciwko chilijskiemu deblowi Jorge Aguilar–Julio Peralta. Argentyńska para wygrała mecz 6:4, 7:5.
Wśród reprezentacji w Pucharze Davisa zadebiutował w sezonie 1999 przeciwko Wenezueli. Podczas edycji rozgrywek z roku 2007 doszedł wraz z zespołem do ćwierćfinału, lecz w walce o półfinał Argentyńczycy zostali pokonani przez zespół Szwecji 4:1. Prieto zagrał w singlowym meczu przeciwko Jonasowi Björkmanowi ponosząc porażkę w dwóch setach.

### Finały w turniejach ATP World Tour
| Legenda                                      |
| -------------------------------------------- |
| Wielki Szlem                                 |
| Igrzyska olimpijskie                         |
| Tennis Masters Cup / ATP Finals              |
| ATP Masters Series / ATP Tour Masters 1000   |
| ATP International Series Gold / ATP Tour 500 |
| ATP International Series / ATP Tour 250      |

#### Gra podwójna (10–16)
| Nr  | Końcowy wynik | Rok  | Turniej      | Nawierzchnia  | Partner          | Przeciwnicy w finale                 | Wynik finału     |
| 1.  | Finalista     | 1996 | San Marino   | Ceglana       | Mariano Hood     | Pablo Albano Lucas Arnold Ker        | 1:6, 3:6         |
| 2.  | Finalista     | 1998 | San Marino   | Ceglana       | Mariano Hood     | Jiří Novák David Rikl                | 4:6, 6:7         |
| 1.  | Zwycięzca     | 1998 | Santiago     | Ceglana       | Mariano Hood     | Massimo Bertolini Devin Bowen        | 7:6, 6:7, 7:6    |
| 2.  | Zwycięzca     | 1999 | Palermo      | Ceglana       | Mariano Hood     | Lan Bale Alberto Martín              | 6:3, 6:1         |
| 3.  | Zwycięzca     | 2001 | Bogota       | Ceglana       | Mariano Hood     | Martín Rodríguez André Sá            | 6:2, 6:4         |
| 3.  | Finalista     | 2001 | Viña del Mar | Ceglana       | Mariano Hood     | Lucas Arnold Ker Tomás Carbonell     | 4:6, 6:2, 3:6    |
| 4.  | Finalista     | 2001 | Buenos Aires | Ceglana       | Mariano Hood     | Lucas Arnold Ker Tomás Carbonell     | 7:5, 5:7, 6:7(5) |
| 4.  | Zwycięzca     | 2003 | Buenos Aires | Ceglana       | Mariano Hood     | Lucas Arnold Ker David Nalbandian    | 6:2, 6:2         |
| 5.  | Finalista     | 2004 | Barcelona    | Ceglana       | Mariano Hood     | Mark Knowles Daniel Nestor           | 6:4, 3:6, 4:6    |
| 6.  | Finalista     | 2004 | Sopot        | Ceglana       | Martín García    | František Čermák Leoš Friedl         | 6:2, 2:6, 3:6    |
| 7.  | Finalista     | 2005 | Buenos Aires | Ceglana       | José Acasuso     | František Čermák Leoš Friedl         | 2:6, 5:7         |
| 8.  | Finalista     | 2005 | Båstad       | Ceglana       | José Acasuso     | Jonas Björkman Joachim Johansson     | 2:6, 3:6         |
| 5.  | Zwycięzca     | 2005 | Stuttgart    | Ceglana       | José Acasuso     | Mariano Hood Tommy Robredo           | 7:6(4), 6:3      |
| 9.  | Finalista     | 2005 | Sopot        | Ceglana       | Lucas Arnold Ker | Mariusz Fyrstenberg Marcin Matkowski | 6:7(7), 4:6      |
| 6.  | Zwycięzca     | 2005 | Bukareszt    | Ceglana       | José Acasuso     | Victor Hănescu Andrei Pavel          | 6:3, 4:6, 6:3    |
| 10. | Finalista     | 2005 | Metz         | Twarda (hala) | José Acasuso     | Michaël Llodra Fabrice Santoro       | 2:6, 6:3, 4:6    |
| 7.  | Zwycięzca     | 2006 | Viña del Mar | Ceglana       | José Acasuso     | František Čermák Leoš Friedl         | 7:6(2), 6:4      |
| 11. | Finalista     | 2006 | Sopot        | Ceglana       | Martín García    | František Čermák Leoš Friedl         | 3:6, 5:7         |
| 8.  | Zwycięzca     | 2007 | Buenos Aires | Ceglana       | Martín García    | Albert Montañés R. Ramírez Hidalgo   | 6:4, 6:2         |
| 12. | Finalista     | 2007 | Walencja     | Ceglana       | Yves Allegro     | Wesley Moodie Todd Perry             | 5:7, 5:7         |
| 13. | Finalista     | 2007 | Estoril      | Ceglana       | Martín García    | Marcelo Melo André Sá                | 6:3, 2:6, 6-10   |
| 14. | Finalista     | 2007 | Båstad       | Ceglana       | Martín García    | Simon Aspelin Julian Knowle          | 2:6, 4:6         |
| 15. | Finalista     | 2007 | Sopot        | Ceglana       | Martín García    | Mariusz Fyrstenberg Marcin Matkowski | 1:6, 1:6         |
| 16. | Finalista     | 2007 | Bukareszt    | Ceglana       | Martín García    | Oliver Marach Michal Mertiňák        | 6:7(2), 6:7(8)   |
| 9.  | Zwycięzca     | 2008 | Viña del Mar | Ceglana       | José Acasuso     | Máximo González Juan Mónaco          | 6:1, 3:0 krecz   |
| 10. | Zwycięzca     | 2010 | Buenos Aires | Ceglana       | Horacio Zeballos | Simon Greul Peter Luczak             | 7:6(4), 6:3      |

## Kariera trenerska
Od sierpnia 2017 Prieto zaczął pracę trenerską z Juanem Martínem del Potrem.